# محمية جبل موسى للمحيط الحيوي
محمية جبل موسى للمحيط الحيوي هي محمية طبيعية تقع في قضاء كسروان في لبنان، تحديداً على أكتاف المنحدرات الغربية لجبل لبنان التي تُطل على البحر الأبيض المتوسط من جهة الغرب. تُغطي هذه المحمية مساحة قدرها 65 كم2، على ارتفاع يتراوح ما بين 350 متراً في الشمال الغربي و 1700 متراً إلى الجنوب الشرقي.
يوجد في هذه المحمية مجموعة من القرى الرئيسية هي: يحشوش، قهمز، جورة ترمس، نهر الذهب، غبالة، العبرة، وشوّان.

## الأهمية
أصبح جبل موسى والقرى المحيطة به جزءاً من شبكة اليونسكو في برنامج الإنسان والمحيط الحيوي MAB وذلك في العام 2009. وكجزءاً من هذا البرنامج، تهدف محمية جبل موسى للمحيط الحيوي إلى تحسين معيشة النّاس والحفاظ على الطبيعة في المنطقة، وذلك من خلال الجمع بين تطبيقات كلاَ من العلوم الطبيعية والعلوم الاجتماعية والاقتصاد والتعليم.
يُقدّم جبل موسى تنوعاً حيوياً غنياً للغاية، حيث يضم أكثر من 724 نوعًا من النباتات، و 25 نوعاً من الثدييات، وأكثر من 137 نوعًا من الطيور المُهاجرة والمُحلَقة.
في عام 2009، تم تعيين جبل موسى كـ منطقة طيور ذات أهمية عالمية. هذا بالإضافة إلى كونه غنياً بالتراث الثقافي، فهو يصوّر ترابط الإنسان والطبيعة عبر التاريخ من خلال مختلف المواقع التاريخية التي تعود إلى العصور الفينيقية والرومانية والعثمانية.